# بانکداری اینترنتی بی‌نام
بانکداری اینترنتی بی‌نام در واقع پیشنهاد استفاده از رمزگذاری اقتصادی قدرتمندی است که بجهت ایجاد امنیت بانکی الکترونیکی مورد استفاده قرار می‌گیرد (یا به‌طور اختصاصی تر مربوط به بانکداری مستعار است). بانک، ارز را به صورت علامتهای الکترونیکی ارائه می‌دهد که می‌توان در صورت حضور عوامل بانکی یه نرخ ارزهای دیگر نیز تبدیل شود. این مفهوم تاریخچهٔ بزرگی در موسسات آزاد بانکی دارد، همان موسساتی که اوراق بهادار خود را از طریق اجناس بازپس می‌گرفتند.

## تاریخچه
مطالعات آکادمیک در مورد ارتباطات و سیستم‌های مطمئنه، بمدت زیادی حوزهٔ اصلی سرویس‌های هوشی، ازجمله NSA، قرار گرفته بود، اما رشد اینترنت در دههٔ ۱۹۹۰ و تنزل دائمی علوم مرتبط، منجر به ایجاد مباحث عمومی وسیعتری دررابطه با سرویس‌های بانکی ناشناس یا بالقوه شد؛ که این مباحث توسط گروه‌هایی مانند اغتشاشگران یا آشوب طلبان ایجاد شد که بسیار مخفیانه و سری کار می‌کردند.

## مثال اجرایی سیستمی
ناشناس
ارزهای محرمانه (برای چه افرادی)
- Zcash و zcoin اولین ارزهای محرمانهٔ موجود هستند.
- Monero: یک ارز محرمانه است که ناشناس بودن را بشرط عدم ردیابی ایجاد می‌کند، مانند bitcoin
- :GNUtaler یک سیستم دفتری پرداخت الکترونیکی است برای مشتریانی که هنوز برای کالاهای خریداری شده، اجازهٔ مالیاتی دارند. (برای خریدهای غیر-ناشناس).

## ریاضیات و محاسبات نهفته
بانکداری اینترنتی ناشناس وابسته به ریاضیات مربوط به کلید رمزگذاری عمومی و الگوریتم امضای نهان است. در مثالی ساده آلیس و باب را تصور کنید که در بانکی حساب دارند. متصدیان بانکی یک کلید عمومی RSA را با قدر مطلق n=PQ ایجاد می‌کنند بطوریکهP وQ اعداد اول هستند که در نتیجه n عددی نیمه اول است. همان‌طور که در عملکرد RSA توضیح داده شده، بانک کلید عمومی e و کلید اختصاصی d را نیز ایجاد می‌کند.
باب به متصدی بانک می‌گوید که ۱۰۰ دلا در حسابش گم شده، چون آلیس این مبلغ را برای او انتقال داده‌است، و بدین جهت تقاضای لیست صورتحساب کرد. برای ایجاد یک لیست صورتحساب، بانک یک عدد بزرگ و جهانی R را به صورت رندوم انتخاب می‌کند و بااستفاده از یک کلید عمومی آن را رمزگذاری می‌کند؛ که در نتیجه تنها توسط کلید محرمانهٔ بانک قابل گشایش خواهد بود.
```
 R’=R
e
 (mod n)
```

بانک مقدارR’ کدگذاری شده را براب باب می‌فرستد و تضمین می‌کند که بمحض اینکه باب مقدارR را به بانک ارسال کند، تراکنش ۱۰۰ دلار در حساب وی خواهد بود؛ بانک مطمئن است که در محدودهٔ زمانی مشخص و بدون داشتن مقدار d، باب قادر نخواهد بود RSA را بشکند تا مقدار R را از R’ بدست بیاورد؛ بنابراین بدون دریافت چیزی از باب، به راحتی لیست صورتحساب را در اختیار وی قرار می‌دهد.
زمانیکه آلیس می‌خواهد ۱۰۰ دلار را به باب پرداخت کند، از وی لیست صورتحساب را می‌خواهد و باب R’ را برای آلیس می‌فرستد. سپس آلیس رقم بالای w را به صورت رندوم انتخاب می‌کند که با n عددی متباین است (بنابراین یک مقدار n معکوس خواهیم داشت). و از آن برای پوشاندن
R’’’ =we +R’
استفاده می‌کنند و آن را برای بانک می‌فرستد تا به عنوان یک امضای نهان تلقی شود. بانک حساب آلیس را برای این عملیات ۱۰۰ دلار شارژ می‌کند و مقدار R’’’ امضای نهان را برمی‌گرداند. به دلیل محتویات متقارن RSA به آلیس، R خواهد داد:
R‴= (we * Rʹ) d  (mod n)
R‴ = (we * Re) d  (mod n)
```
R‴ =(w
e 
 * R)
ed 
 (mod n)
```

```
R‴ =w * R (mod n)
```

به دلیل روند نهان سازی، بانک قادر نخواهد بود R’’ یا R’’’ را بر اساس R’ یا R بدست آورد. تنها راه ممکن برای چنین کاری اینست که بانک R’’ رابه تمامی مقدارهای موجود R، یا R’’’ رابر تمامی مقدارهای موجود R’ تقسیم کند؛ که این مسئله بدین معناست که بانک قادر به تشخیص تمامی تراکنش‌ها و فعالیت‌های آلیس و باب نخواهد بود و در نتیجه ناشناس یودن تراکنش‌ها تضمین خواهد شد.
آلیس R’’’ را (با تقسیم آن بر w) آشکارسازی می‌کند تا بر اساس آن مقدار اصلی R را بدست آورد که برای باب می‌فرستد. باب تأیید می‌کند که R می‌تواند توسط کلید عمومی بانک رمزگشایی شود؛ از طریق محاسبهٔ R’=R e (mod n)؛ که در نتیجه درمیابیم که آلیس ۱۰۰ دلار را به حساب واریز است. سپس باب این مقدار را برای بانک می‌فرستد و بانک سوابق آن را چک می‌کند تا مطمئن شود مقدار R قبلاً مورد استفاده قرار نگرفته و تکراری نیست. اگر تکراری نبودن R تأیید شود، بانک ۱۰۰ دلار را به حساب باب انتقال می‌دهد و سپس بلنک اطلاعات را بروز رسانی کرده و مقدار خاص R را آزاد می‌سازد.
برای طبقه‌بندی‌های مختلف ارزی، کلیدهای عمومی متفاوتی می‌توانند مورد استفاده قرار گیرند، در نتیجه این سیستم نمی‌تواند برای مقادیر بالایی از تراکنش اجرایی شود.
درنظر داشته باشید که نه آلیس و نه باب مایل نیستند که بانک از تراکنش‌های آن‌ها مطلع باشد، بنابراین برای بانک بسیار سخت است که بتواند این اطلاعت تراکنشی را بدست آورد. بااینحال برای اطمینان از این موضوع، یعنی انجام تراکنش، در چنین شرایطی باید تعداد زیادی کاربر همزمان در سیستم باشند تا تراکنشی صورت گیرد. بانک از طریق محدودیت زمانی برای انجام تراکنش‌ها و آنالیز دریافتی و واریزی‌ها، می‌تواند به موضوع تراکنش‌ها واقف شود.